# George Lafayette Beal

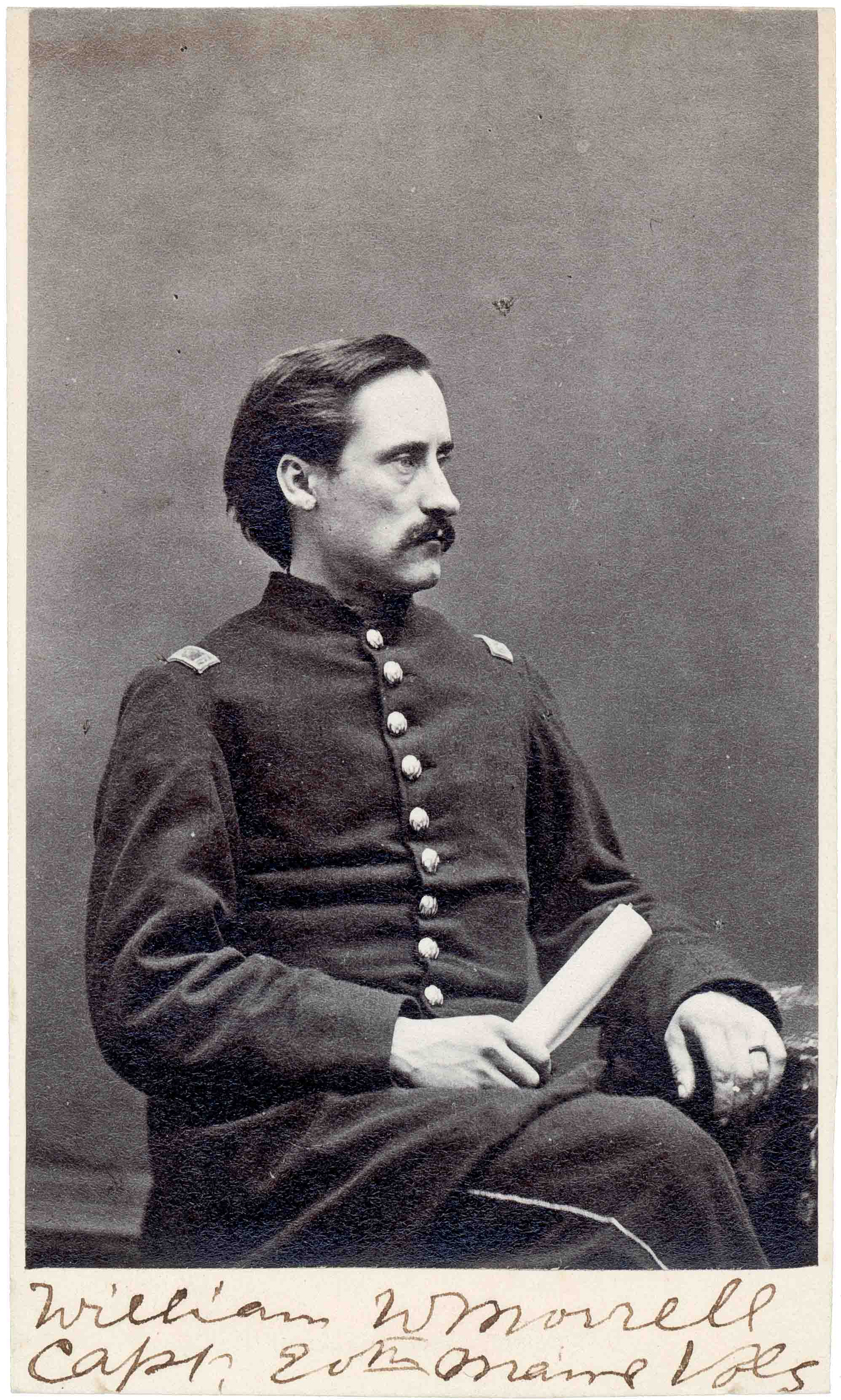
George Lafayette Beal

George Lafayette Beal (* 21. Mai 1825 in Norway, Maine; † 11. Dezember 1896 ebenda) war ein US-amerikanischer Geschäftsmann, Offizier im Sezessionskrieg und Politiker, der von 1888 bis 1894 Maine State Treasurer war.

## Leben
George Lafayette Beal wurde in Norway, Maine als Sohn von Ezra F. Beal geboren. Sein Vater gehörte zu den Gründern der Town von Norway und war zudem Architekt und Geschäftsmann. Die Familie zog nach Portland. Beal besuchte die örtlichen Schulen und machte am Westbrook Seminary seinen Abschluss. Danach arbeitete er als Agent für die Canadian Express Company. Er interessierte sich schon früh für das Militärwesen und wurde zum Captain der Norway Light Infantry gewählt.

## Offizier im Sezessionskrieg
Nach dem Angriff auf Fort Sumter und dem Aufruf von Präsident Abraham Lincoln nach Truppen, organisierte Gouverneur Israel Washburn ein Regiment, um die Quote für Maine zu erfüllen. Beal meldete sich mit seiner Kompanie am 20. April 1861 für drei Monate und bereits sieben Tage später zogen sie in ein Ausbildungscamp nach Portland. Beal war vermutlich der erste Freiwillige, der sich in Meine zum Kriegsdienst gemeldet hat.
Nach Ablauf des drei dreimonatigen Dienstes meldete er sich erneut, diesmal für zwei Jahre und wurde zum Colonel der 10. Maine Infantry ernannt. Während der Kampfhandlungen wurde er mehrfach verwundet, kehrte jedoch immer nach kurzer Zeit zum Dienst zurück. Nachdem seine Dienstzeit im Mai 1863 geendet hatte, meldete er sich für drei Jahre erneut. Beal wurde zum Colonel des 29. Maine Regiments ernannt.
Beal nahm mit seinem Regiment unter anderem an der Schlacht am Cedar Mountain im Jahr 1862 teil und an den Schlachten am Red River und im Shenandoah Valley im Jahr 1864. Nach der Schlacht von Mansfield, auch bekannt als die Schlacht am Sabine Crossroads, bei der er die Truppen von Nathaniel P. Banks strategisch unterstützte, wurde er am 30. November 1864 zum Brigadier-General ernannt. Seine Brigade durchbrach als erste die Feindlichen Linien bei der Schlacht am Cedar Creek, nachdem General Philip Sheridan in die Schlacht eingegriffen hatte.
Er versah nach dem Krieg seinen Dienst auf einem Stützpunkt in South Carolina, mit dem Hauptquartier in Darlington so erfolgreich, dass er zum Brevet General of Volunteers ernannt wurde. Den Dienst verließ er am 15. Januar 1866 nach fast fünf Jahren.

## Politiker nach dem Krieg
Entgegen dem Wunsch seines Vaters übernahm Beal nach dem Krieg nicht das Beal Hotel, sondern wurde als Mitglied der Republikanischen Partei als Politiker aktiv. Er war Delegierter der Republican National Convention auf der General Ulysses S. Grant im Jahr 1868 zum republikanischen Präsidentschaftskandidaten erklärt wurde und nahm als Wahlmann an der Präsidentschaftswahl teil.
Im Jahr 1872 wurde er zum Pensions Agent des Bureau of Pensions von Portland ernannt. Diese Position hatte er inne, bis das Büro nach Concord, New Hampshire umzog. Er war von 1880 bis 1885 Adjutant-General von Maine und von 1888 bis 1894 State Treasurer von Maine.
Als Geschäftsmann war er für die Norway Branch Railroad tätig und später für die Paris and Norway Electric Road.
George Lafayette Beal war mit Belinda Deane Thompson (1827–1898) verheiratet. Er starb am 11. Dezember 1896 in seinem Haus in Norway an Herzversagen. Sein Grab befindet sich auf dem Norway Pine Grove Cemetery in Paris, Maine.